# For Your Consideration
For Your Consideration es una película cómica de 2006 dirigida por Christopher Guest. Fue coescrita por Guest y Eugene Levy, quienes también actúan en la película. 
El título, For Your Consideration (Para su consideración), es una frase utilizada en anuncios publicitarios para promocionar y sugerir películas para premios tales como los Oscar. La trama gira alrededor de tres actores (interpretados por Catherine O'Hara, Parker Posey y Harry Shearer), que se enteran de que sus actuaciones en "Home for Purim", un drama ambientado en los años 1940 en el sur de Estados Unidos, podrían ser nominadas para los premios Oscar.
Muchos de los actores habían trabajado previamente en This Is Spinal Tap, Waiting for Guffman, Best in Show y A Mighty Wind: Levy, O'Hara, Posey, Shearer, Michael McKean, Fred Willard, Bob Balaban, Jennifer Coolidge, Jane Lynch, Ed Begley, Jr., Michael Hitchcock, John Michael Higgins y Jim Piddock.
Ricky Gervais, cocreador de la serie británica The Office, también aparece; mientras que John Krasinski, Richard Kind y Sandra Oh hacen breves cameos. Aunque los diálogos son en gran parte improvisados por los actores como en las anteriores películas de Guest, el formato se diferencia del estilo «falso documental». 
La película fue estrenada mundialmente en el Festival de Cine de Toronto en septiembre de 2006. Fue producida por Warner Independent Pictures en asociación con Castle Rock Entertainment y Shangri-La Entertainment.

## Reparto
- Catherine O'Hara - Marilyn Hack
- Ed Begley, Jr. - Sandy Lane
- Eugene Levy - Morley Orfkin
- Harry Shearer - Victor Allan Miller
- Christopher Guest - Jay Berman
- John Michael Higgins - Corey Taft
- Jim Piddock - Simon Whitset
- Jennifer Coolidge - Whitney Taylor Brown
- Parker Posey - Callie Webb
- Rachael Harris - Debbie Gilchrist
- Christopher Moynihan - Brian Chubb
- Paul Dooley - Paper Badge Sgt.
- John Krasinski - Paper Badge Officer
- Don Lake - Ben Lilly, crítico de "Love It"
- Michael Hitchcock - David van Zyverdan, crítico de "Hate It"
- Sandra Oh - Marketing Person
- Richard Kind - Marketing Person
- Bob Balaban - Philip Koontz
- Michael McKean - Lane Iverson
- Ari Graynor - Young PA
- Fred Willard - Chuck
- Jane Lynch - Cindy
- Mary McCormack - Pilgrim Woman
- Shawn Christian - Pilgrim Man
- Deborah Theaker - Liz Fenneman
- Ricky Gervais - Martin Gibb
- Larry Miller - Syd Finkleman
- Craig Bierko - Talk Show Host
- Loudon Wainwright - Nominee Ben Connelly
- Claire Forlani - ella misma
- Hart Bochner - él mismo
- Casey Wilson - Young Actress
- Derek Waters - Young Actor